# Jour de l'indépendance (Azerbaïdjan)
Pour les articles homonymes, voir Jour de l'indépendance.
Ne doit pas être confondu avec Jour de l'Indépendance nationale.
Le jour de l'indépendance est le jour où le Conseil national d'Azerbaïdjan, dirigé par Mohammed Emin Résulzadé, a proclamé l'indépendance de la République démocratique d'Azerbaïdjan (RDA) en 1918. Depuis 1990, la fête de l'indépendance est célébrée comme une fête nationale en Azerbaïdjan.

## Histoire
L'empire russe a été renversé par la révolution de février de courte durée en 1917. Le 28 mai 1918, la République démocratique d'Azerbaïdjan (1918-1920) a été proclamée. La République démocratique d'Azerbaïdjan a été fondée par Mohammed Emin Résulzade. La République démocratique d'Azerbaïdjan est la première république parlementaire et le premier État démocratique, juridique et laïc du monde turc et de l'Orient musulman.
Le drapeau de la République démocratique d'Azerbaïdjan était rouge. La République démocratique d'Azerbaïdjan n'a pu opérer dans une situation sociopolitique tendue et compliquée que pendant 23 mois. L'Union soviétique a envahi l'Azerbaïdjan le 28 avril 1920. En 1991, après l'effondrement de l'empire soviétique, l'Azerbaïdjan a de nouveau déclaré son indépendance.
En 2021, selon le projet de loi « Jour de l'indépendance », le 28 mai (ancien « Jour de la République ») a été renommé « Jour de l'indépendance » et le 18 octobre (ancien « Jour de l'indépendance ») a été renommé « Jour de la restauration de l'indépendance ».

## Mémoire
- La station du métro de Bakou a été nommée en l'honneur de cette journée.
- Une stèle avec le texte de la Déclaration d'Indépendance a été installée sur la rue Istiglaliyat à Bakou
- En 2008, un timbre-poste a été émis à l'occasion du 90e anniversaire de la République.
- Une rue de Bakou est nommée en l'honneur de cette journée.

## Galerie

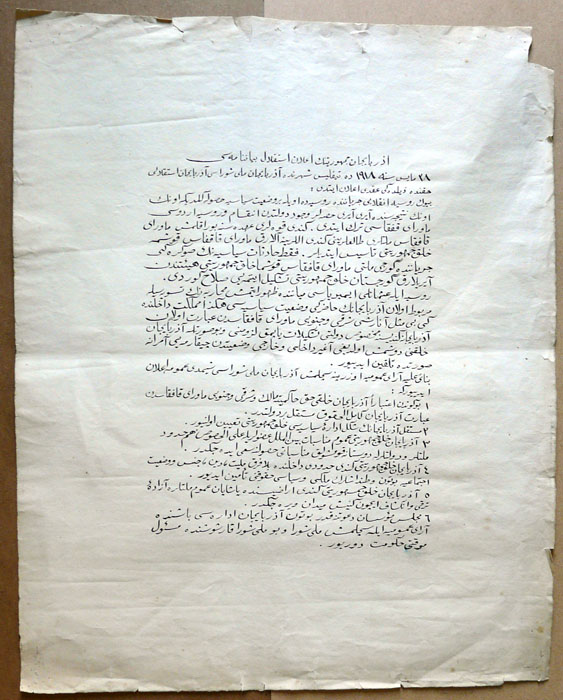
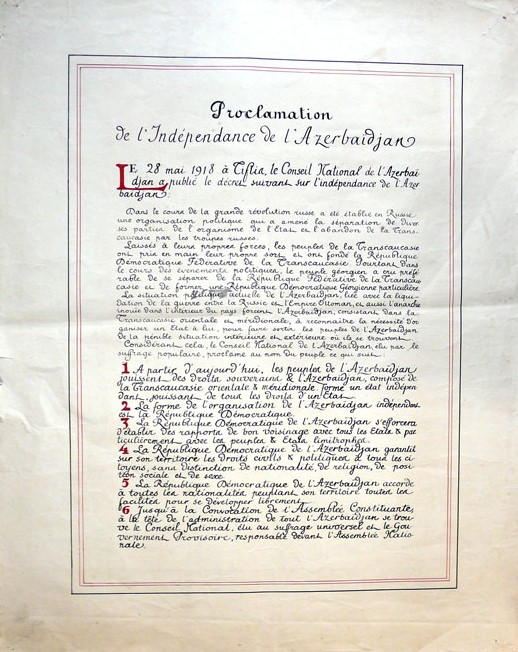
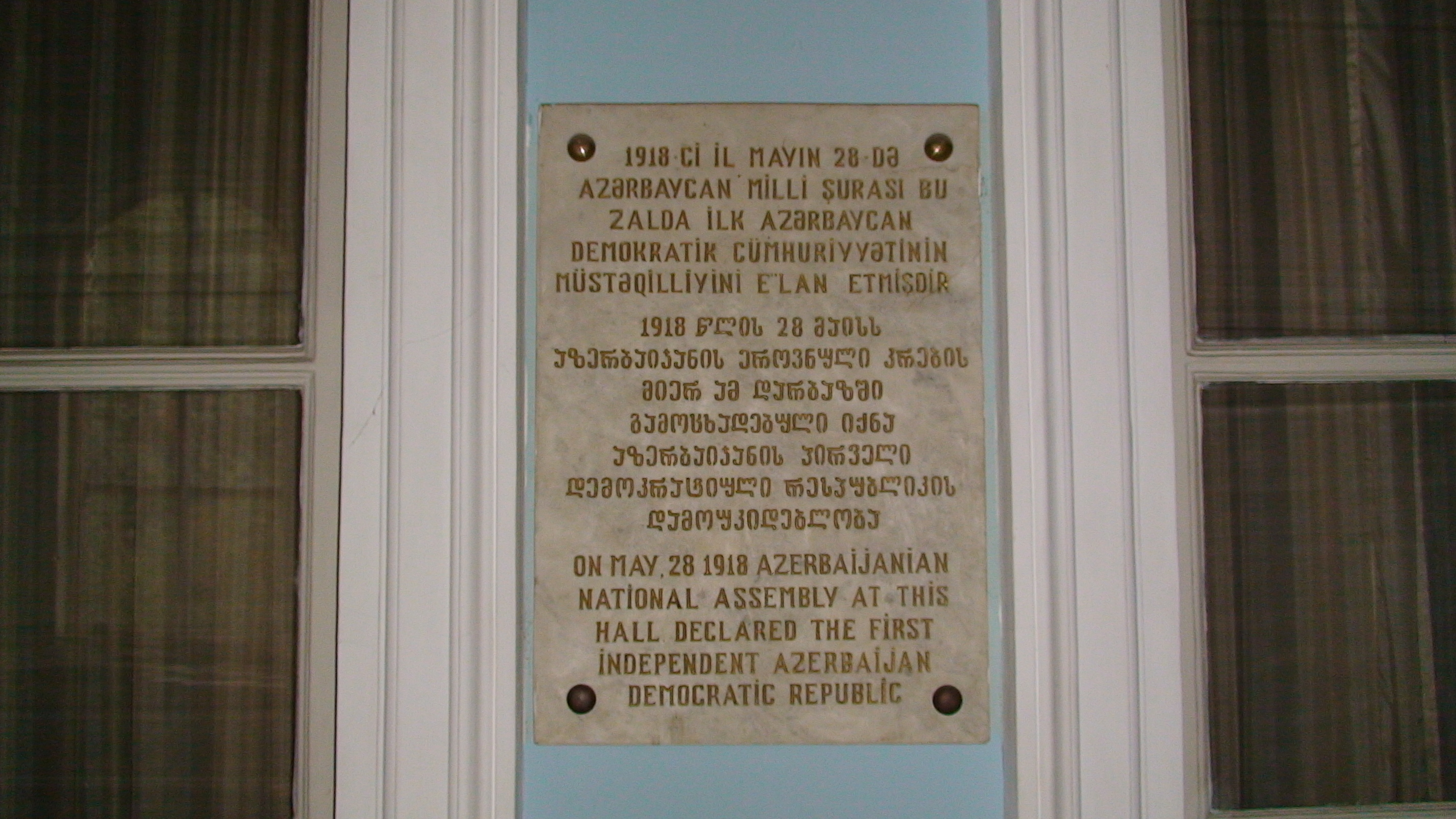
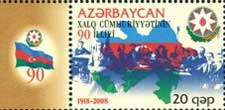